# Дракулито-вампирёныш
«Дракули́то-вампирёныш» (фр. Draculito, mon saigneur; нем. Draculie – der gruftstarke Vampir; англ. Little Dracula) — мультсериал производства Франция—Германия—США. В России транслировался по 1-му каналу Останкино в 1992—1993 годах.

## Сюжет
В мультсериале рассказывается о жизни семейства вампиров. Главный герой — Дракулито,  вампирёныш (юный вампир), сын графа Дракулы. У него есть любящие родители, бабушка и маленькая сестрёнка. Дракулито обучается в школе вампиров, дружит с одноклассником Волкозаем и сражается с врагами отца, мечтающими отобрать у него скипетр Дракулы и уничтожить его семью. Мультсериал по смыслу «перевёртыш»: вампиры здесь предстают совсем не страшные и даже милые персонажи, а охотники на вампиров (Чеснок, Слепой, Червяк) имеют все признаки злодеев. Мультсериал полон чёрного юмора и пародий.

## Персонажи

### Главные герои
- Дракулито (Draculito, «Little Drac») — вампирёныш, сын Дракулы. Учится в Школе Вампиров. Вместо обучения вампирским способностям предпочитает проводить время в своей мастерской. В день рождения получает в подарок скипетр Дракулы (может открыть дверь в любом месте) и амулет (позволяет связываться с душами умерших).
- Волкозай — школьный друг Дракулито. Оборотень. Всегда помогает вампирёнышу и часто участвует в общих проказах.
- Дракула — вампир. Представляет собой пародийный образ Дракулы из романа Брэма Стокера. Отец Дракулито. Живёт в Замке Дракулы, который находится неподалёку от современного небольшого городка. Каждую ночь отправляется в деревню, чтобы пить кровь её жителей.
- Игорь — слуга Дракулы и учитель в Школе Вампиров. Изобретатель. Дружит с Дракулито и часто помогает ему. Любит мучить Жертву.
- Жертва — живой мертвец, обитающий в Замке Дракулы (в одной из серий, попав в катастрофу, тут же успокаивает себя: «Что я так волнуюсь? Я ведь уже умер»). Является «подопытным кроликом» Игоря, постоянно подвергается издевательствам и унижениям, вполне добровольно, «ради науки». Фраза: «Жертва, ты что-то сказал? — Ни-че-го».

### Злодеи
- Чеснок — первый из трёх главных врагов Дракулы. Человек с головой, выглядящей как головка чеснока, носит чёрные очки. Ненавидит семейство Дракулы и мечтает уничтожить всех вампиров. Озвучен Брайаном Каммингсом.
- Слепой — второй из трёх главных врагов Дракулы. Слуга Чеснока. Носит чёрные очки, вместо глаз — отверстия. В отсутствие Чеснока считается главным.
- Червяк — третий из трёх главных врагов Дракулы. Слуга Чеснока. Вместо рук имеет присоски. Учится в школе вампиров (поступил туда специально, чтобы вредить Дракулито). Часто ходит на пару со Слепым.

### Другие герои
- Хенди (в русскоязычном переводе «Вещь») — ожившая кисть руки. Домашний питомец в Замке Дракулы, часто помогает Дракулито.
- Волчонок — собаковидный монстрик. Домашний питомец в Замке Дракулы, любит воровать съестное.
- Мелисент — младшая сестра Дракулито, ещё не умеет разговаривать. Всегда выползает из самых неожиданных мест.
- Бабушка — бабушка Дракулито. Любит готовить блюда из морепродуктов (из кастрюли торчат щупальца, затягивающие неосторожного едока в кастрюлю) и укизов[неизвестный термин].
- Двоеклюв — двуглавый стервятник. Ему полагается питаться мертвечиной, но чаще всего он натыкается на недобитых слуг Чеснока. Учится в школе вампиров. Одна голова уже закончила школьный курс, но вторая провалила выпускной экзамен, и теперь Двоеклюв вынужден заново проходить обучение. Две головы часто ругаются между собой.
- Мадемуазель Диппуг — директриса школы вампиров. Наказывает учеников заключением в подземелье на неопределённый срок.

## Список серий
1. La surprise de Little Drac (День рождения)
2. La première morsure de Little Drac (Школа)
3. La malédiction de l'épouvantable Smic (Гамбургеры)
4. L'Halloween de Little Drac (Хэллоуин)
5. Le réveillon des vampires (Рождество)
6. Little Drac à la hawaïenne
7. Les gamins à la batte (Бейсбол)
8. Les mordus de la moto
9. La lettre de victime
10. La chambre de l'indicible effroi
11. Bagarre à l'école des démons
12. Vent de folie à minuit
13. Little Drac fait du cinéma
14. L'excursion des scouts vampires
15. Pas si petit que ça Little Drac
16. Little Drac et la gousse d'ail magique
17. Mordre ou ne pas mordre
18. Voyage dans l'infini
19. Une partie de pêche
20. Une chauve-souris à deux cerveaux
21. La voiture corbillard en folie
22. Le cousin de Little Drac
23. Mon royaume pour un cerveau
24. Une journée ordinaire
25. Le vampire de la côte
26. Les monstres du rock